# Castelo d'Herbeys
Château d'Herbeys é um castelo histórico em Herbeys, Isère, na França. Foi construído no século XVII. Está listado como monumento histórico oficial desde 14 de dezembro de 1949.